# Parafia św. Stanisława Biskupa i Męczennika w Bonisławiu
Parafia pw. św. Stanisława Biskupa i Męczennika w Bonisławiu – parafia należąca do dekanatu bielskiego, diecezji płockiej, metropolii warszawskiej.
Została erygowana na przełomie XII i XIII wieku.

## Miejsca święte

### Kościół parafialny
Poprzedni, drewniany kościół, powstały w I połowie XVIII wieku, a przebudowany w latach 1840-1842 i 1904, spłonął od uderzenia pioruna w 1942. Obecna, murowana świątynia została ukończona w 1978 wg projektu Andrzeja Pawlikowskiego. Zachowało się nieliczne wyposażenie z poprzedniego kościoła, m.in. barokowa chrzcielnica i kilka obrazów.

### Kościoły filialne i kaplice
W 1990 powstał kościół filialny pw. Podwyższenia Krzyża Świętego w Lelicach.

## Obszar parafii

### Miejscowości i ulice
W granicach parafii znajdują się miejscowości:

- Białuty,
- Bombalice,
- Bonisław,
- Bronoszewice,
- Cetlin,
- Kędzierzyn,
- Kuskowo,
- Lelice,
- Łysakowo
- Miodusy,
- Reczewo,
- Rogienice,
- Rogieniczki,
- Rycharcice,
- Stradzewo,
- Strusino,
- Śmiłowo,
- Tłubice,
- Zbójno.